# Wilhelmina F. Jashemski
Wilhelmina F. Jashemski (* 10. Juli 1910 in York, Nebraska als Wilhelmina Mary Feemster; † 24. Dezember 2007 in Silver Spring, Maryland) war eine US-amerikanische Klassische Archäologin. Neben ihren Beiträgen zu der Erforschung der antiken Stadt Pompeji erwarb sie sich in der Altertumsforschung besondere Verdienste mit der Begründung und Etablierung des Forschungsfeldes „antike Gärten“ durch Gartenarchäologie.

## Leben

### Studium und akademische Karriere
Wilhelmina Mary Feemster wurde 1910 als ältestes von vier Kindern von Howard C. Feemster und dessen Frau Emma L. (geborene Groelz) in York, Nebraska, geboren. Sie erhielt 1931 einen Bachelor of Arts summa cum laude in Latein und Mathematik am York College in York, Nebraska. Danach setzte sie ihr Studium an der University of Nebraska fort, wo sie 1933 einen Master of Arts in Classics erlangte. 1942 erfolgte an der University of Chicago ihre Promotion zum Ph.D. mit der Dissertation The Origins and History of the Proconsular and Propraetorian Imperium to 27 B.C. Von 1942 bis 1945 unterrichtete sie am Lindenwood College in St. Charles, Missouri. 1945 zog sie nach Washington, D.C., da ihr Ehemann eine Anstellung an dem Naval Ordnance Laboratory erhalten hatte. 1946 nahm sie ihre Lehrtätigkeit an der University of Maryland, College Park auf und verbrachte dort ihre weitere akademische Karriere bis zu ihrer Emeritierung 1980.
Während ihres Studiums an der University of Chicago lernte sie ihren späteren Ehemann, den Physiker Stanley A. Jashemski († 1982), kennen. Dieser bestärkte sie darin, römische Gärten zu erforschen, und begleitete sie bei ihren späteren Ausgrabungen, wo er mehr als 30.000 Fotografien anfertigte, von denen viele in ihren Publikation veröffentlicht wurden.
Als Jashemski mit ihrer Feldforschung zu antiken Gärten begann, gab es kaum, falls überhaupt, andere Archäologen, die sich mit diesem Forschungsfeld beschäftigten. Daher organisierte sie 1979 das internationale Kolloquium Ancient Roman Gardens sowie 1984 das internationale Kolloquium Ancient Roman Villa Gardens. Im weiteren Verlauf ihrer Karriere organisierte sie fünf internationale Konferenzen und leistete letztlich erfolgreich eine Vielzahl weiterer Beiträge, um das Forschungsfeld zu etablieren. 1996 verlieh ihr das Archaeological Institute of America die Gold Medal for Distinguished Archaeological Achievement.
Jashemski starb am 24. Dezember 2007 im Alter von 97 Jahren an Nierenversagen im Holy Cross Hospital in Silver Spring. Sie sprach fließend italienisch. Aufgrund ihres Todes blieb ihr Buch The Gardens of the Roman Empire unvollständig, während ihr Buch Wild Flowers Amid the Ruins: Greece and Pompeii 2012 postum veröffentlicht wurde.

### Archäologische Feldforschung
Nachdem Jashemski sich in ihrer Dissertation mit der Verfassungsgeschichte des antiken Roms beschäftigt hatte und eigentlich auf römisches Recht spezialisiert war, wandte sie sich, bestärkt durch ihren Ehemann und selbst eine passionierte Gärtnerin, nach einem erstmaligen Besuch Pompejis im Jahr 1955, dem Studium römischer Gärten zu, ein Forschungsfeld, das bis zu diesem Zeitpunkt noch keine große Aufmerksamkeit erfahren hatte. Nach einem weiteren, diesmal längeren Aufenthalt in Pompeji 1957 führte sie 1961 Ausgrabungen in Pompeji durch, bei denen sie Wurzelhohlräume antiker Pflanzen lokalisierte und freilegte sowie Proben nahm. Spätere Identifizierungen dieser Pflanzen führten zu einer Vielzahl von Neuanpflanzungen der entsprechenden Arten an ihren Originalstandorten in den Häusern und Villen von Pompeji. Die Ergebnisse ihrer Forschungen zu antiken Gärten wurden in dem zweibändigen Werk The Gardens of Pompeii, Herculaneum, and the Villas Destroyed by Vesuvius veröffentlicht. Zwischen 1961 und 1983 führte sie eine Reihe weiterer Ausgrabungen für die University of Maryland in Pompeji, Boscoreale und Oplontis durch. Insgesamt wurden in Pompeji 625 Gärten ausgegraben, während in Oplontis 13 Gärten der Villa der Poppaea an der Via Sepolcri in Oplontis (Torre Annunziata) ausgegraben wurden. Des Weiteren führte sie von 1987 bis 1988 Ausgrabungen in der Villa Adriana bei Tivoli sowie 1990 in Thuburbo Majus in Tunesien durch, wobei in letzterem, wie auch an anderen Fundorten in Tunesien und Algerien, weitere Gärten ausgegraben wurden.

## Veröffentlichungen (Auswahl)
- The Origins and History of the Proconsular and Propraetorian Imperium to 27 B.C. Chicago, University of Chicago Press 1950.
- Letters from Pompeii. Boston, Ginn 1963.
- The Gardens of Pompeii, Herculaneum, and the Villas destroyed by Vesuvius, Band 1.  New Rochelle, Caratzas Brothers 1979.
- mit Elizabeth Blair MacDougall (Hrsg.): Ancient Roman Gardens (1981)
- The Gardens of Pompeii, Herculaneum, and the Villas destroyed by Vesuvius, Band 2 (1993)
- A Pompeian Herbal: Ancient and modern medicinal Plants. Austin, University of Texas Press 1999. ISBN 0-292-74061-1
- mit Frederick G. Meyer (Hrsg.): The Natural History of Pompeii. Cambridge, Cambridge University Press 2002. ISBN 0-521-80054-4
- Wild Flowers amid the Ruins: Greece and Pompeii. Associazione internazionale Amici di Pompei 2012.